# Echipa națională de fotbal a Padaniei
Selecționata de fotbal a Padaniei este o selecționată neoficială de fotbal promovată de partidul italian Lega Nord care reprezintă opt regiuni din Italia pe care le numesc Padania. Nu este afiliată la FIFA sau AFC, ci doar la N.F.-Board. A participat la Cupa Mondială Viva în edițiile din 2008, 2009 și 2010, pe care le-a câștigat. Este echipa cu cele mai multe Cupe VIVA câștigate.
Și-a stabilit și propria ligă, Lega Federale Calcio Padania.

## Participări

#### Cupa Mondială VIVA
| An    | Loc             | M  | V  | E | Î | GM | GP |
| ----- | --------------- | -- | -- | - | - | -- | -- |
| 2006  | nu a participat | -  | -  | - | - | -  | -  |
| 2008  | Campioni        | 5  | 5  | 0 | 0 | 16 | 3  |
| 2009  | Campioni        | 4  | 4  | 0 | 0 | 9  | 1  |
| 2010  | Campioni        | 4  | 4  | 0 | 0 | 6  | 1  |
| Total | 3 titluri       | 13 | 13 | 0 | 0 | 31 | 5  |

## Meciuri selectate
| Dată       | Competiție                  |                     | Adversar                  | Scor           |
| ---------- | --------------------------- | ------------------- | ------------------------- | -------------- |
| 11-03-2010 | Rodengo Saiano              | Padania             | Provence                  | 1–3            |
| 27-06-2009 | 2009 Cupa VIVA – Padania    | Padania             | Kurdistanul Irakian       | 2–0            |
| 25-06-2009 | 2009 Cupa VIVA – Padania    | Padania             | Sápmi                     | 4–0            |
| 24-06-2009 | 2009 Cupa VIVA – Padania    | Padania             | Kurdistanul Irakian       | 2–1            |
| 22-06-2009 | 2009 Cupa VIVA – Padania    | Padania             | Occitania                 | 1–0            |
| 30-04-2009 | Darfo Boario Terme, Brescia | Padania             | Two Sicilies              | 0 – 0 (3–1 pk) |
| 30-04-2009 | Darfo Boario Terme, Brescia | US Darfo Boario SSD | Padania                   | 0–0            |
| 19-11-2008 | Treviso                     | Padania             | NK Zagreb                 | 2–1            |
| 13-07-2008 |                             | Padania             | Asirieni                  | 2–0            |
| 12-07-2008 | 2008 Cupa VIVA – Sápmi      | Padania             | Asirieni                  | 4–1            |
| 11-07-2008 | 2008 Cupa VIVA – Sápmi      | Sápmi               | Padania                   | 0–2            |
| 09-07-2008 | 2008 Cupa VIVA – Sápmi      | Padania             | Kurdistanul Irakian       | 2–1            |
| 10-07-2008 | 2008 Cupa VIVA – Sápmi      | Padania             | Provence                  | 6–1            |
| 07-05-2008 | Arena Civica (Milano)       | Padania             | Tibet                     | 13–2           |
| 18-06-2000 | Monza                       | Padania             | England All Stars         | 1 – 1 (2–4 pk) |
| 04-07-1999 | St. Pierre (Aosta Valley)   | Arpitania           | Padania                   | 2–1            |
| 23-06-1999 | Lecco                       | Padania             | Olimpija Ljubljana        | 0 – 0 (5–4 pk) |
| 05-04-1999 | Corte Franca                | Franciacorta        | Padania                   | 3 – 3 (7–8 pk) |
| 18-07-1998 | Bassano del Grappa          | Padania             | Province of Bolzano-Bozen | 12–0           |
| 07-06-1998 | Marnaz (Savoy)              | Savoy               | Padania                   | 3 – 3 (8–7 pk) |
| 24-05-1998 | Alassio                     | Padania             | Còsta Azzura/Côte d'Azur  | 4–1            |
| 13-04-1998 | Broni                       | Oltrepò             | Padania                   | 1–0            |
| 22-03-1998 | Stadio F. Ossola (Varese)   | Padania             | Ausonia                   | 3–0            |
| 01-03-1998 | Benevento                   | Ausonia             | Padania                   | 2–0            |

## Lot
| Nr. | Poz. | Jucător               | Data nașterii (vârsta) | Selecții | Goluri | Club                    |
| --- | ---- | --------------------- | ---------------------- | -------- | ------ | ----------------------- |
| 1   | P    | Lorenzo Carlo Colombo | 26 April 1987          | -        | -      | U.S. Inveruno           |
| 12  | P    | Mattia Pedersoli      | 25 May 1987            | 1        | -      | A.C. Rodengo Saiano     |
| 2   | F    | Edoardo Brivio        | 6 February 1971        | -        | -      | U.S. Calcio Caravaggese |
| 3   | F    | Pietro Bulleri        | 14 September 1989      | -        | -      | Vicenza Calcio          |
| 6   | F    | Luca Cataldo          | 27 July 1979           | -        | -      | Vigevano Calcio         |
| 9   | F    | Lorenzo Paolo Cresta  | 19 March 1980          | -        | -      | Pol. Val di Sangro      |
| 10  | F    | Alessandro dal Canto  | 10 March 1975          | -        | -      | Treviso F.B.C. 1993     |
| 19  | F    | Stefano Tignonsini    | 25 November 1981       | -        | -      | A.C. Rodengo Saiano     |
| 20  | F    | Silvio Toniolo        | 10 February 1974       | -        | -      | Villorba Calcio         |
| 4   | M    | Massimiliano Caldi    | 17 October 1980        | -        | -      | Ortonovo Calcio         |
| 22  | M    | Marco Capelli         | 19 May 1976            | 1        | -      | U.S. Caratese           |
| 5   | M    | Davide Casati         | 8 June 1973            | -        | -      | Rhodense                |
| 7   | M    | Alberto Colombo       | 24 February 1974       | -        | 1      | A.S.D. Sottomarina      |
| 14  | M    | Giuliano Gentilini    | 4 September 1970       | -        | 1      | Bra Calcio              |
| 15  | M    | Giordan Ligarotti     | 13 February 1983       | -        | 4      | A.C. Este               |
| 16  | M    | Damiano Micheli       | 11 April 1987          | -        | -      | Verbano Calcio          |
| 18  | M    | Massimiliano Scaglia  | 21 May 1977            | -        | -      | Treviso F.B.C. 1993     |
| 8   | A    | Michele Cossato       | 28 April 1970          | -        | 3      | S.S.D. Domegliara       |
| 11  | A    | Andrea D'Alessandro   | 22 august 1985         | -        | 2      | A.C.D. Rivoli           |
| 13  | A    | Giacomo Ferrari       | 6 December 1967        | 1        | 2      | U.S. Calcio Caravaggese |
| 17  | A    | Stefano Salandra      | 28 June 1980           | -        | 4      | U.S.C. Colognese        |
| 21  | A    | Federico Cossato      | 7 august 1972          | -        | -      | A.C. ChievoVerona       |

### Recent selecționați
| Nr. | Poz. | Jucător                 | Data nașterii (vârsta) | Selecții | Goluri | Club                |
| --- | ---- | ----------------------- | ---------------------- | -------- | ------ | ------------------- |
| 2   | M    | Federico Bigatti        | 22 October 1981        | 1        | 1      | A.C. Salò Valsabbia |
| 3   | F    | Carmelo Dato            | 25 February 1974       | 1        | 1      | U.S. Sestese Calcio |
| 4   | M    | Marco Capelli           | 19 May 1976            | 1        | -      |                     |
| 5   | M    | Giampietro Piovani      | 12 June 1968           | 1        | 1      | A.C. Rodengo Saiano |
| 6   | F    | Ermanno Leoni           | 29 May 1981            | 1        | -      | A.C. Salò Valsabbia |
| 7   | M    | Oreste Didonè           | 16 July 1967           | 1        | -      |                     |
| 8   | M    | Carlo Nervo             | 19 October 1971        | 1        | -      |                     |
| 9   | F    | Cristiano Pavone        | 28 June 1972           | 1        | -      |                     |
| 10  | A    | Maurizio Ganz           | 13 October 1968        | 1        | 3      |                     |
| 11  | A    | Claudio Cecchini        | 8 February 1968        | 1        | 4      |                     |
| 13  | M    | Fabian Natale Valtolina | 10 June 1971           | 1        | 1      |                     |
| 16  | A    | Giovanni Ferrari        | 6 December 1967        | 1        | 1      |                     |
| 17  | A    | Angelo Galbiati         |                        | 1        | 1      |                     |